# Denis Robin

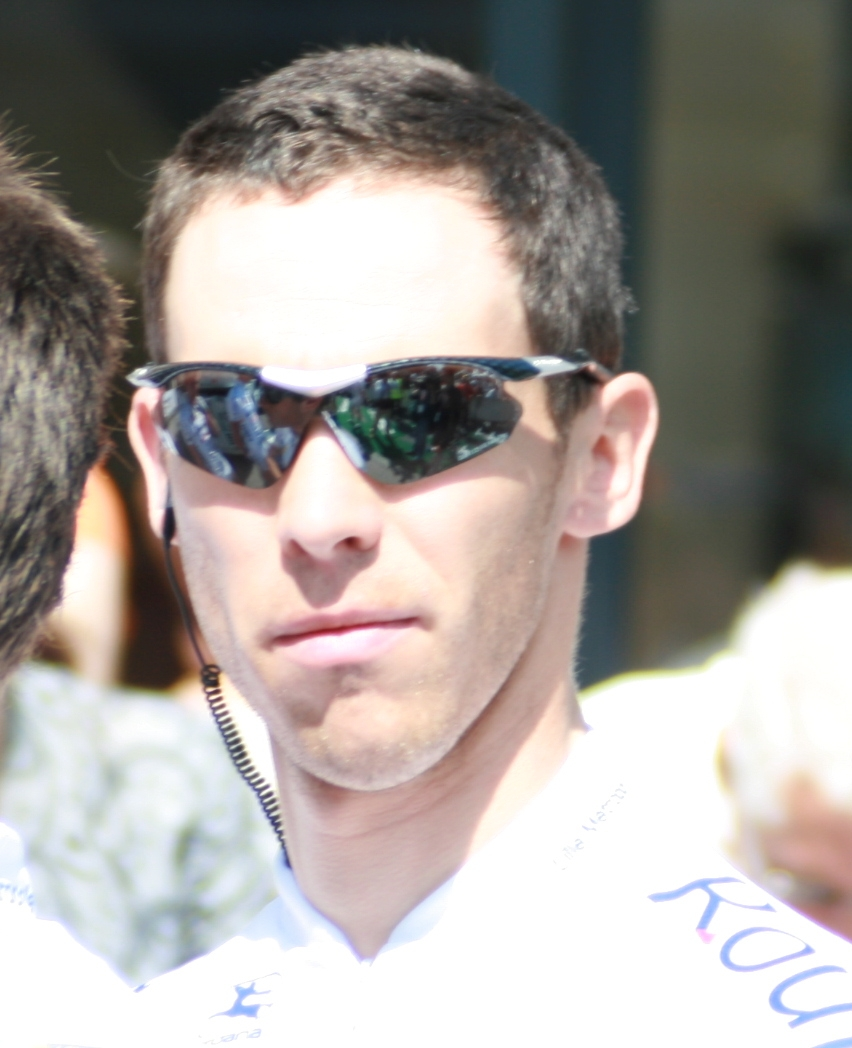
Denis Robin (2008)

Denis Robin (* 27. Juni 1979 in Angers) ist ein ehemaliger französischer Radrennfahrer.
Denis Robin begann seine Karriere 2002 beim Farmteam des Radsport-Teams Crédit Agricole, den Espoirs. Seit 2005 ist er Profi beim französischen Professional Continental Team Agritubel. In seinem ersten Jahr wurde er Zweiter beim französischen Eintagesrennen Bordeaux–Saintes. 2006 belegte Robin beim Paarzeitfahren Duo Normand ebenfalls den zweiten Rang.

## Teams
- 2002 Crédit Agricole Espoirs
- 2003 Crédit Agricole Espoirs
- 2005 Agritubel
- 2006 Agritubel
- 2007 Agritubel
- 2008 Roubaix Lille Métropole